# Серп

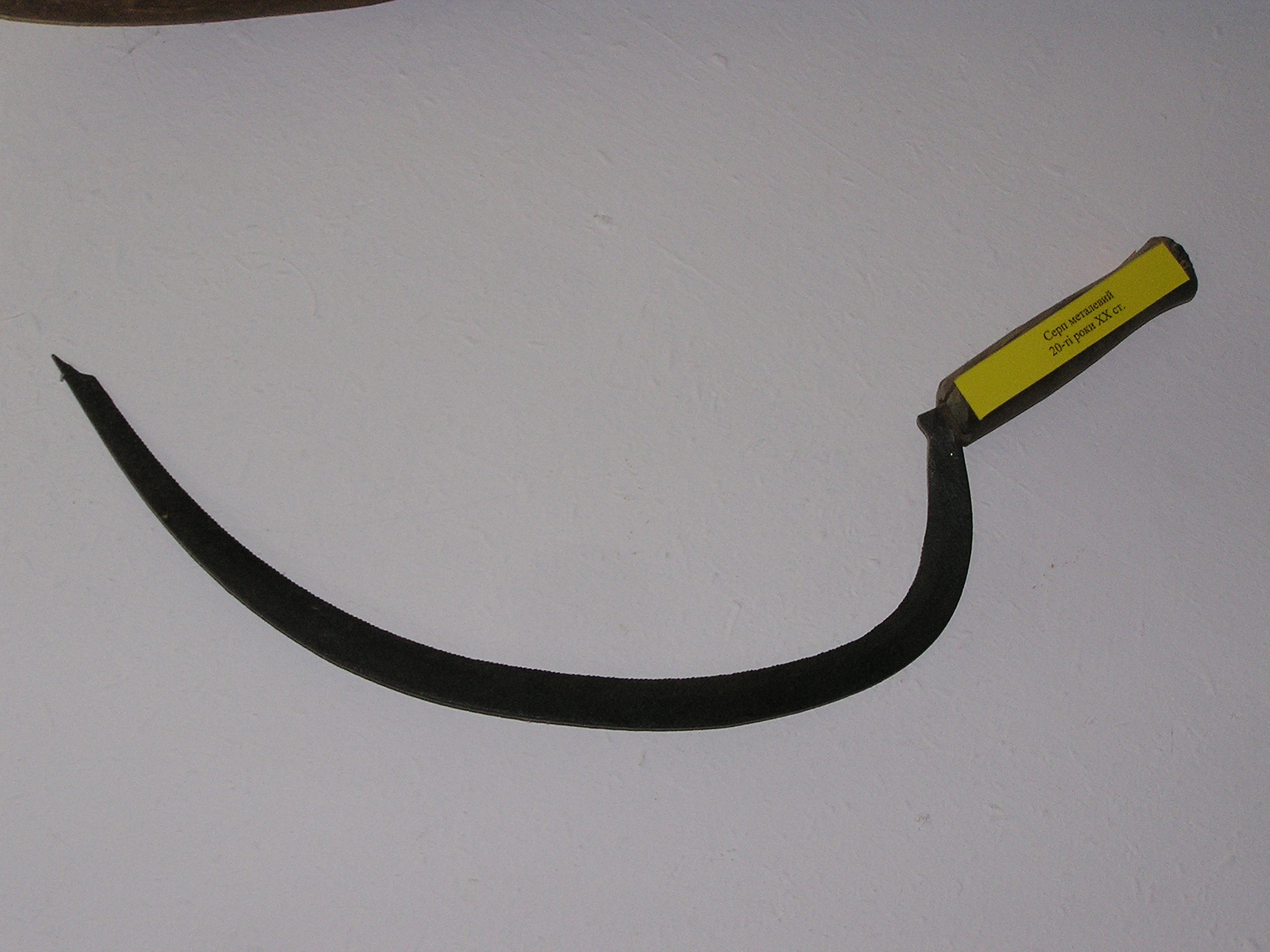
Серп металевий, 1920-ті, експонат музею історії Трускавця

Серп (прасл. *serpъ, від пра-і.є. *serp-) — знаряддя для зрізання злаків і трав, що складається із закругленого леза (як правило сталевого), дедалі вужчого до кінця, і короткого дерев'яного руків'я.

## Історія
Великі кількості серпоподібних лопатей були розкопані на об'єктах навколо Ізраїлю, які були датовані епіпалеолітичною епохою (18000–8000 рр. до н. е. В епоху неоліту на території України жали крем'яними серпами або дерев'яними з крем'яними вкладнями. У господарстві трипільців для жнив служили кістяні серпи або дерев'яні з крем'яними вкладнями. У західних областях України крем'яні серпи виготовляли надбузькі племена. Племена із так званої зрубної культури вже виготовляли бронзові серпи. Однак крем'яні серпи ще довго були у використанні. Наприкінці V ст. до. н. е. або дещо пізніше кельти досягли земель сучасного Мукачева, які стали важливим осередком залізного промислу кельтійського племені теврисків. У с. Брестів викопано кельтські залізні серпи. У Японії до нашої ери використовувалися кам'яні ножі-серпи.

## У культурі

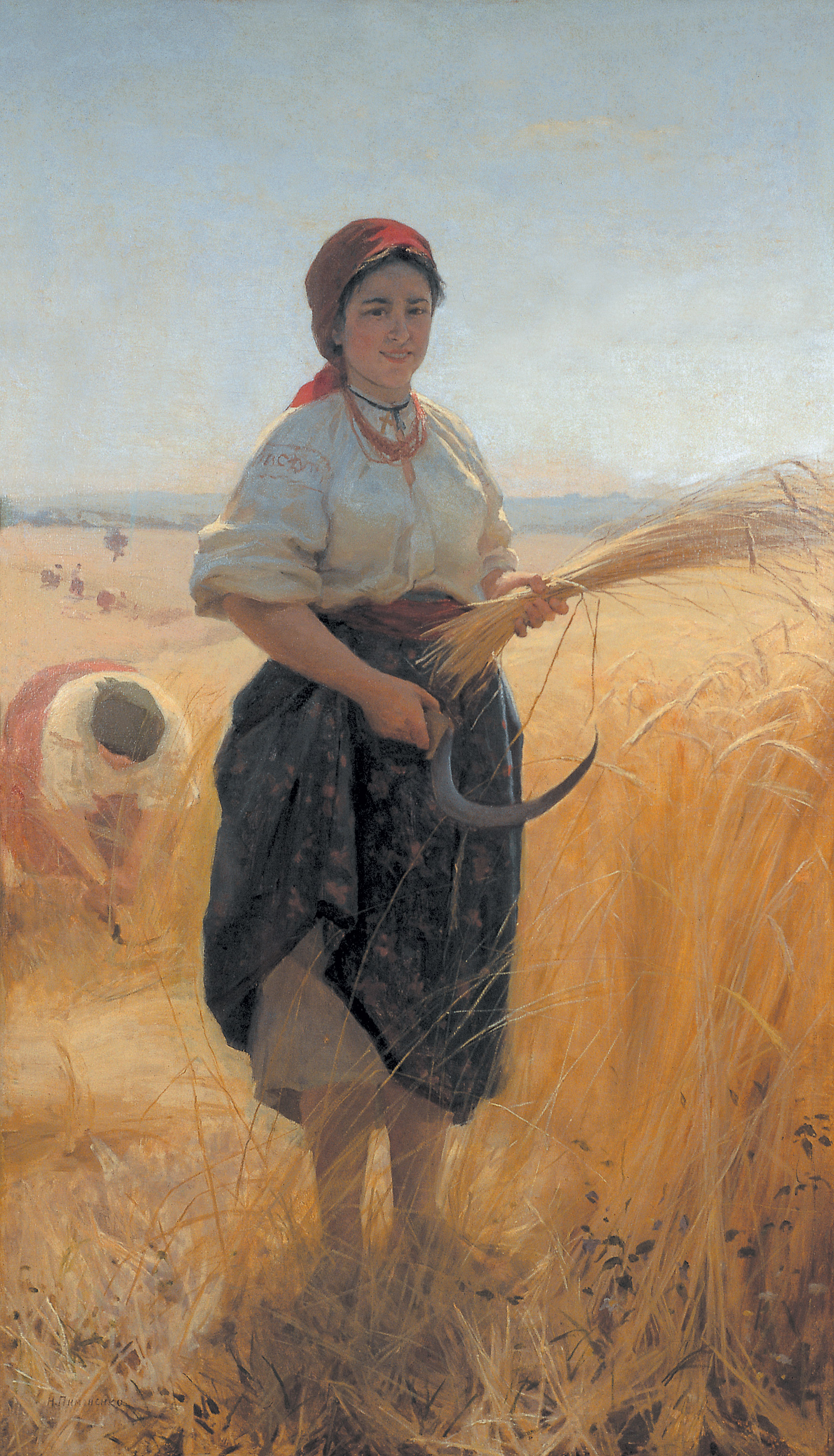
Микола Пимоненко. «Жниця», 1889

Серп є одним з якнайдавніших знарядь людини і символом хліборобства. У давніх греків серп був символом і постійним атрибутом богині родючості Деметри.
У комуністичній символіці схрещені серп і молот символізували союз робітників і селян. Це зображення було представлене, зокрема, на прапорі СРСР.
Від слова «серп» походить назва місяця серпень.